# ウタ♪ウッキー
ウタ♪ウッキーは、2010年から2012年までのNHK『NHK紅白歌合戦』の公式キャラクターで、ウー♪とター♪からなるコンビ。『NHK紅白歌合戦』初のオリジナル・キャラクターでもある。キャラクターボイスは声優の水樹奈々が担当している。
2010年10月26日の記者会見で発表された。
2013年の『第64回NHK紅白歌合戦』からは出演しなくなり、代わりに紅白どーもくんに替えられた。

## メンバー
ウー♪
赤色である。情熱的で人情にもろい、あったかいロマンチスト。
ター♪
白色である。ピュアなハートの持ち主で、いつもポジティブ。

## キャラクタープロフィール
- ウー♪・ター♪共に2009年12月31日の『第60回NHK紅白歌合戦』の後に、みんなの「歌の力」で誕生した。
- 性別は共に不明。
- 決め言葉は「ウッキー♪ ウッキー♪」
- 好きなものは、お風呂（声がきれいに響く場所だから）、ところてん（五線譜みたいだから）、ドレ実（一口食べると、はなうたを歌ってしまう、おいしい実）。

以上の設定がある。